# Amsterdam-Churchill
Amsterdam-Churchill è una città della contea di Gallatin, nel Montana, negli Stati Uniti. La popolazione nel 2000 era di 727 persone. Il nome deriva da Albert J. Earling, presidente della Chicago, Milwaukee, St. Paul and Pacific Railroad.

## Geografia fisica
Secondo il censimento del 2000 la superficie di Amsterdam-Churchill misura 10.6 km², composta interamente da terre.

## Società

### Evoluzione demografica
Secondo i dati del censimento del 2000, Amsterdam-Churchill era popolato da 727 persone, 255 persone che vivono in convivenza (households), e 201 famiglie residenti nella CDP. La densità di popolazione era di 68.63 persone per chilometro quadrato. C'erano 264 unità abitative con una densità media di 24.9 per km². Dal punto di vista della composizione etnica la città era  composta per il 98.49% da bianchi, per lo 0.41% da asiatici, per lo 0,69% da altre razze, e per lo 0.41% da persone discendenti da due o più razze.
Il censimento ha contato 255 nuclei di convivenza, all'interno dei quali il 37,6% ha figli di età inferiore ai 18 anni che vivono con loro, il 71% composte da coppie conviventi, il 3,9% composto da donne con marito assente, e il 20,8% non legate da alcun legame familiare. Il 19,6% di nuclei di conviventi era rappresentato da single e il 7,8% aveva qualcuno che vive da solo tra le persone di 65 anni di età o più. La dimensione media di un nucleo di convivenza è 2,71 mentre la dimensione media di una famiglia era 3,1.
Nella CDP la distribuzione della popolazione vedeva il 28,9% di persone di età inferiore a 18, il 5,0% dai 18 ai 24 anni, il 26,3% dai 25 ai 44, il 21,6% dai 45 ai 64, e il 18,3% oltre i 65 anni di età o più. L'età media è di 39 anni. Per ogni 100 donne ci sono 94,4 uomini. Per ogni 100 donne sopra i 18 anni, ci sono 91,5 uomini.
Il reddito medio per un nucleo di convivenza era 40.139 dollari, mentre quello di una famiglia era di 42.431 dollari. Gli uomini hanno un reddito medio di 34.412 dollari contro i 19.107 delle donne. Il reddito pro capite nella CDP era di 16.767 dollari. Circa 6,3% delle famiglie e l'11,7% della popolazione erano al di sotto del soglia di povertà.